# Sceneinstruktør
 Denne artikel omhandler overvejende eller alene danske forhold. Hjælp gerne med at gøre artiklen mere almen.
En sceneinstruktør er en instruktør der arbejder på et teater med at instruere teaterforestillinger, også kaldet en teaterinstruktør. Man kan uddanne sig til sceneinstruktør på Statens Teaterskole, men ikke alle sceneinstruktører er uddannede. Sceneinstruktører er organiseret i Foreningen af Danske Sceneinstruktører.

## Eksempler på danske sceneinstruktører
- Herman Bang
- Sam Besekow
- Ditte Maria Bjerg
- Nikolaj Cederholm
- Morten Grunwald
- Mikael Helmuth
- Kasper Holten
- Jesper Hyldegaard
- Madeleine Røn Juul
- Lars Kaalund
- Peter Langdal
- Morten Lundgaard
- Martin Lyngbo
- Per Smedegaard
- Katrine Wiedemann
- Vibeke Wrede